# 奧爾加·克恩
奧爾加·弗拉基米羅芙娜·克恩（俄语：Ольга Владимировна Керн，1975年4月23日—）是俄羅斯的古典鋼琴家。

## 早年
她五歲的時候開始學習鋼琴，在莫斯科中央音樂學院與葉夫根尼·季馬金學習。

## 獲獎與榮譽
- 范·克萊本國際鋼琴比賽金牌

## 外部連結
- 奧爾加·克恩的Discogs页面（英文）